# Львівтеплоенерго
 ЛМКП «Львівтеплоенерго» — це самостійний господарюючий суб'єкт, який є власністю територіальної громади м. Львова, наділений правами юридичної особи, здійснює виробничу, науково-дослідну та комерційну діяльність із метою отримання прибутку.

## Історія
В середині 60-х років в Україні намітилась тенденція до створення в обласних центрах спеціалізованих теплопостачальних організацій. На ці роки припадає бурхливий розвиток житлового будівництва. На тодішніх околицях міст швидко забудовуються великі житлові масиви з центральним опаленням. Досвіду експлуатації такого господарства не було. Існуюче теплове господарство міста було розпорошене між багатьма організаціями. Зокрема у місті Львові тільки житлові організації мали на своєму балансі близько 200 котелень. Кожен із власників експлуатував свої котельні на свій розсуд і за своїми можливостями. З ініціативи начальника міськжитлоуправління Захара Ілліча Сапожникова рішенням Львівського міськвиконкому від 1 липня 1965 року № 379 при міськжитлоуправлінні була створена «Дирекція квартальних котелень і теплових мереж», яка почала функціонувати з 28 серпня 1965 року, а з 30 червня 1966 року була перейменована в «Об'єднану котельню з тепловими мережам.».
Новостворена дирекція прийняла від ЖЕКів переважно вбудовані опалювальні котельні з малопотужними котлами кінця ХІХ — початку XX століття. Обладнання було найрізноманітнішої конструкції і дуже цікаве з точки зору історії розвитку опалювальної техніки. Реальності тих часів були такі, що багато унікальних, останніх у своєму роді типів обладнання було демонтовано і здано в металобрухт. А жаль, бо міське господарство м. Львова на відміну від інших міст України формувалось в інших історичних умовах.
Загальновідомо, що із 740 років свого існування Львів близько 450 років перебував під владою Польщі і близько 150 років — Австро-Угорщини. Саме на кінець ХІХ — початок XX століття припадає бурхливий розвиток капіталізму і викликана ним індустріалізація в країнах Європи, зокрема Австро-Угорської імперії, до складу якої входив і Львів. Міське господарство Львова цілком відповідало західним стандартам і тодішньому рівню розвитку техніки.
З приєднанням західних областей України в 1939 р. і, особливо, після закінчення Другої Світової війни відбувся перехід на загальносоюзні радянські стандарти і відносини. Так внаслідок відомих ідеологічних перекосів замовчувалося, наприклад, що на території колишнього Радянського Союзу саме у Львові вперше почало використовуватися газове паливо, була добре розвинута і дуже надійна водопровідно-каналізаційна система, вперше застосована система водяного опалення будинків, про надійність якої можна судити з того факту, що кілька систем опалення збереглися в працездатному стані до наших днів.
У Львові не було єдиного тарифу на опалення. По кожній котельні був свій тариф, котрий складався в ЖЕКах по фактичних витратах. Такий різнобій із тарифами, а їх було більше сотні, вимагав проведення громіздких розрахунків при укладенні договорів із споживачами.

## Основні завдання
Основне завдання підприємства — задоволення потреб населення та юридичних осіб у тепловій енергії, яка використовується для опалення приміщень та подання гарячого водопостачання.
Статут підприємства включає положення, які визначають власника підприємства, його найменування, предмет та мету діяльності, засновника, джерела формування майна, права та обов'язки, правові відносини між засновником, підприємством та трудовим колективом, порядок ліквідації та реорганізації підприємства.
Підприємство утворене в липні 1965 р.
До складу підприємства ЛМКП «Львівтеплоенерго» входить:
- 112 котелень

- 119 ЦТП (центральних теплових пунктів);

- 430 км теплових мереж.

Також до складу підприємства входять ТЕЦ-1, ТЦ «Північна», ТЦ «Південна».
- Загальна встановлена потужність підприємства — 1562 Гкал/год.

- Приєднана потужність — 1029 Гкал/год.

- Максимальна річна потреба газу — 300 млн м3 в рік.

- Максимальна річна потреба в електроенергії — 70 млн кВт·год.

- Річна реалізація теплової енергії — до 1300 тис. Гкал.

- Річний виробіток електричної енергії — до 65,1 млн кВт·год.

- Чисельність працюючих — 2100 чол.

## Керівництво
- Вольський Валентин Володимирович — директор.
- Штейбарт Володимир Вільгельмович — головний інженер.
- Камінський Богдан Володимирович — заступник директора з економічних питань.
- Прокопович Володимир Іванович — заступник директора із загальних питань та інфраструктури.
- Матерацький Ігор Миколайович — заступник директора з охорони праці.

## Контакти
79040, м. Львів, вул. Данила Апостола, 1

## Джерело
1. ЛМКП «Львівтеплоенерго» [Архівовано 22 травня 2013 у Wayback Machine.]